# Odette Dulac
Odette Dulac, nom de scène de Jeanne Latrilhe, est une artiste lyrique, chanteuse et une femme de lettres française née le 14 juillet 1865 à Aire-sur-l'Adour et morte le 3 novembre 1939 à Barbizon.

## Biographie

### Jeunesse
Odette Dulac est originaire du Béarn, où elle naît à Aire-sur-l'Adour le 14 juillet 1865. Elle est issue d'une lignée de marchands-drapiers du village de Moncaup dans les Pyrénées-Atlantiques. Son père Alexandre Latrilhe, est négociant et marchand de nouveautés à Aire-sur-l'Adour. Sa mère Marie-Clothilde Labrauste est la fille d'un pharmacien d’Aire-sur-l’Adour, Denis Labrauste. Benjamine d'une fratrie de trois enfants, elle a deux frères. Elle est la petite-nièce du chimiste Michel-Jean-Jérôme Dizé (1764-1852), qui est l'inventeur de la soude artificielle.
Elle passe sa petite enfance dans la propriété familiale de Moncaup. En 1873, elle est envoyée ainsi que son frère cadet, à Lorient, où ils sont tous deux confiés à des parents, couple d'enseignants à la retraite. Ces derniers appliquent un principe d’éducation particulier, puisque c'est la petite Odette qui reçoit les punitions à la place de son frère lorsqu’il n’apprend pas ses leçons[réf. souhaitée]. Elle en garde un sentiment d’iniquité qui la marque fortement. Elle acquiert cependant de solides connaissances en grec et en latin.
En août 1876, son père, alors âgé de 48 ans meurt subitement d’une embolie. Les problèmes d’héritage qui s’ensuivent, entrainent la ruine du commerce familial. Odette retourne vivre auprès de sa mère, et en 1879 s’installe à Bordeaux avec elle et son frère cadet. Elle travaille quelque temps comme ouvrière à la faïencerie Vieillard à Bordeaux. En juin 1880 elle entre comme pensionnaire au couvent des Ursulines (l'ancien Hôtel de la Monnaie à Bordeaux) pour y poursuivre ses études. Elle en sort munie du brevet supérieur en 1883.
On sait peu de choses d’elle entre 1883 et 1891. Elle mentionne dans ses mémoires qu’elle gagne sa vie en donnant des cours de dessin et de musique dans les familles de la bonne société bordelaise. Elle vit ensuite à Poitiers jusqu’en 1891. Cependant dans son autobiographie En regardant par-dessus mon épaule, la vie d'une artiste parue en 1929, elle garde le silence sur cette période de sa vie. Elle évoque à mots couverts une déception amoureuse et une rupture avec sa famille.

### Notoriété

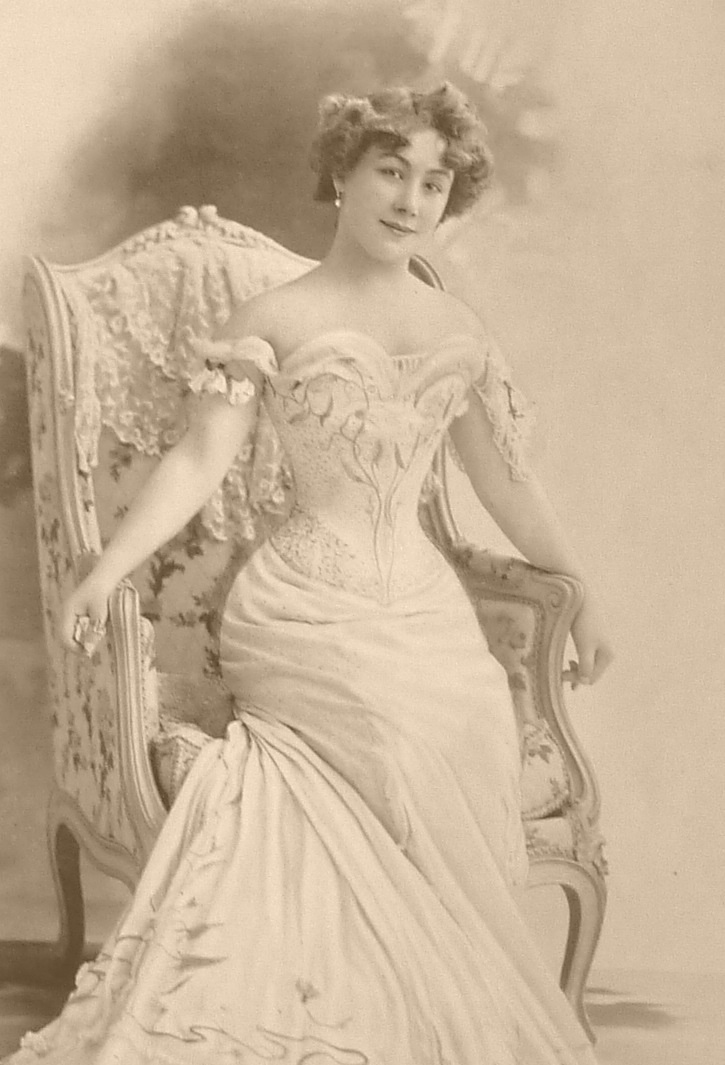
Odette Dulac par Reutlinger, vers 1903.

Odette Dulac est une chanteuse très en vogue à la Belle Époque. Artiste éclectique, tour à tour chanteuse d’opérette, chansonnière, peintre et sculptrice, conférencière et femme de lettres, rien ne prédestine cette fille d’un marchand de nouveautés aisé d’Aire-sur-l’Adour à devenir artiste.
C'est grâce à ses qualités naturelles et à un travail constant, que cette Béarnaise a réussi à s’imposer sur les différentes scènes parisiennes et européennes.
Elle débute sur les planches aux alentours de l’année 1892 à Anvers. Elle se produit à Saint-Pétersbourg puis à Paris à partir de 1894. Elle acquiert une véritable notoriété en 1897 grâce à son rôle dans l’opérette d’André Messager, les P’tites Michu.
Dotée d’une belle voix de soprano ainsi que d’une excellente diction, spirituelle et comédienne expérimentée, elle est considérée par ses contemporains comme une des meilleures diseuses de son époque,.
Les chansons humoristiques et à sous-entendus grivois, dont elle fait sa spécialité, lui confèrent une certaine renommée dans les théâtres parisiens et les cabarets de la Butte Montmartre.
Son répertoire comprend des chansons anciennes « 1830 », qu’elle interprète en robe à crinoline, des chansons de Gustave Nadaud, et de ses propres créations. Elle est l’une des interprètes de la chanson Le Temps des cerises en 1901.
En 1904, alors en pleine gloire, elle quitte les tréteaux de la Butte Montmartre pour se consacrer à l’écriture, la sculpture et à la peinture[réf. souhaitée].
Féministe engagée, elle milite activement pour le droit de vote des femmes, la création de crèches et de maternités, le développement de la puériculture et des pratiques d'hygiène,.
Elle est enterrée à Paris au cimetière des Batignolles (division 21).

## Carrière

### L’artiste lyrique

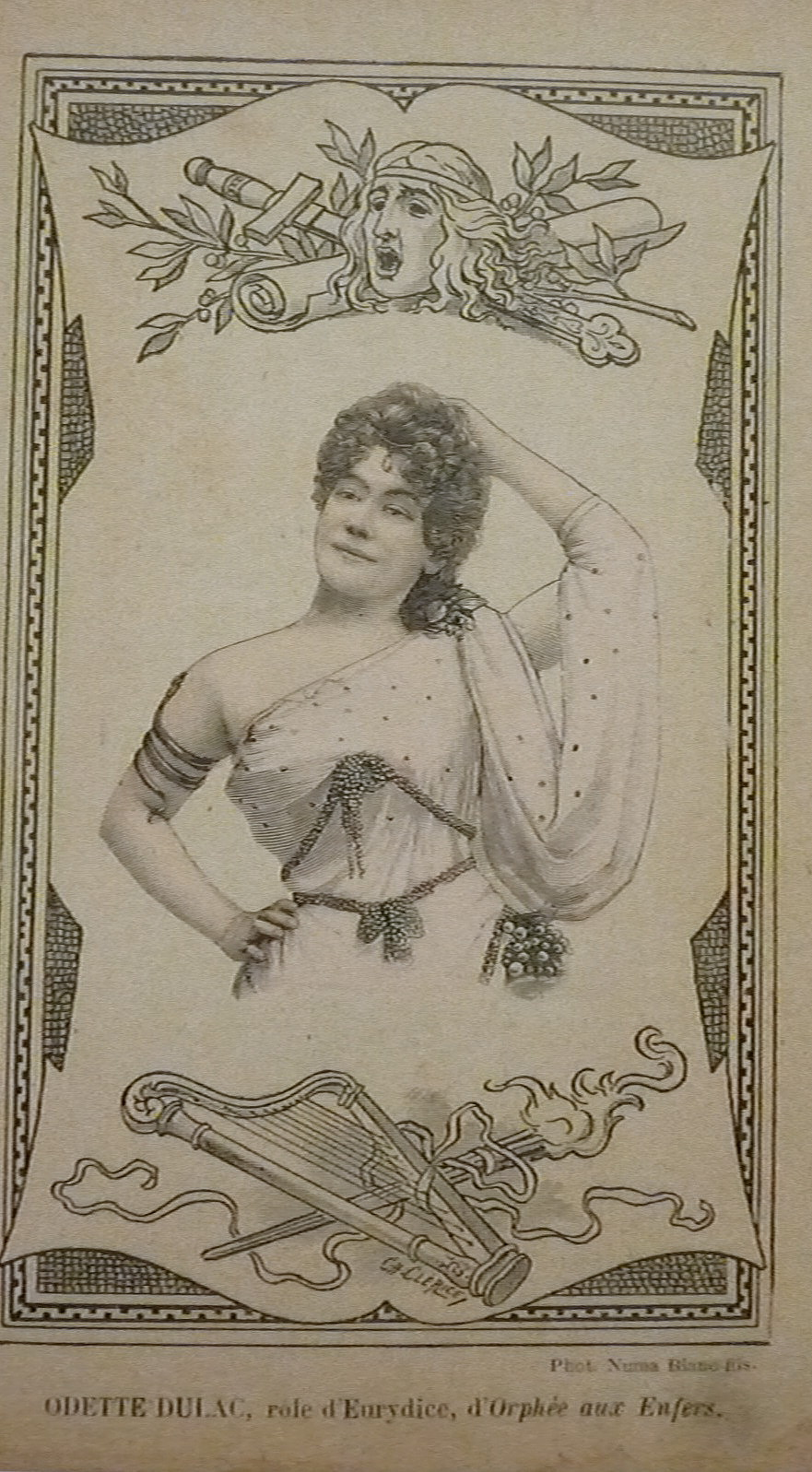
Odette Dulac dans le rôle d'Eurydice, d’Orphée aux Enfers, vers 1894. Photo Numa Blanc fils.

Timide, complexée par son physique, elle devient artiste lyrique au hasard d’une rencontre à Bruxelles. Elle connait des débuts difficiles. Elle monte la première fois sur les planches aux alentours de 1892, au théâtre du Cirque à Anvers. En 1893, elle interprète Morgiane dans Ali-Baba ou les quarante voleurs. La reprise de l’opéra-comique de Charles Lecocq se révèle calamiteuse et après quelques représentations, le directeur de la troupe passe la frontière sans payer les salaires. Livrée à elle-même, la compagnie doit être rapatriée par le consul de France. Odette Dulac, hébergée par le régisseur de la troupe licenciée et sa femme, passe l’hiver 1893 sans engagement et sans argent.
Au printemps 1893, Raoul Gunsbourg, alors directeur de théâtre français réputé, prend la direction du théâtre Alexandroff, théâtre d’été de Saint-Pétersbourg, nommé également l’Aquarium. Gunsbourg élabore une programmation d'opéra et d'opérettes « Tout à la française » destinée à un public russe aisé et francophile. Il recrute ses artistes en France ; il engage Odette Dulac comme première chanteuse d’opérette.
Elle joue le rôle de Diane dans Orphée aux Enfers, l’opéra-bouffe d’Offenbach, mais le costume de scène qui n’est pas à sa taille laisse apparaître une partie de son « anatomie ». Elle en pleure de honte et de rage, mais qu’importe : le public russe apprécie, sa carrière est lancée. Chaperonnée par l’ambassadrice de France en Russie, qui, par un heureux hasard, connait sa mère, Odette Dulac enchaine les rôles de premier plan et devient une vedette adulée en Russie.
Alternant les représentations en Russie et en France, elle joue à Paris à partir de 1894, tour à tour au théâtre de la Gaité, aux Bouffes-Parisiens puis aux Folies Dramatiques. Pendant les étés 1895 et 1896, elle se produit dans les casinos d’Aix-les-Bains (Villa des Fleurs), de Cabourg, et de Dieppe,. Durant l’hiver 1896, elle joue au Grand Théâtre de Genève où elle crée le rôle de Myrilla dans la comédie lyrique Photis de Louis Galet.
Entre 1894 et 1897, elle apparait successivement dans des reprises d'opérettes, telles que Les Cloches de Corneville de Robert Planquette, Les Mousquetaires au couvent de Louis Varney et Le Petit Duc de Charles Lecocq.
Elle accède véritablement à la consécration en tant qu’artiste lyrique de la scène parisienne lorsqu’en novembre 1897, André Messager lui confie la création du rôle de Blanche-Marie, au côté d’Alice Bonheur dans Les P'tites Michu. C’est le succès de l’hiver 1898, avec plus de 150 représentations données au théâtre des Bouffes Parisiens.
Au printemps 1898, elle joue Thérèse dans une reprise l’opéra-comique d’André Messager, La Fauvette du Temple.

### La chansonnière de la butte Montmartre

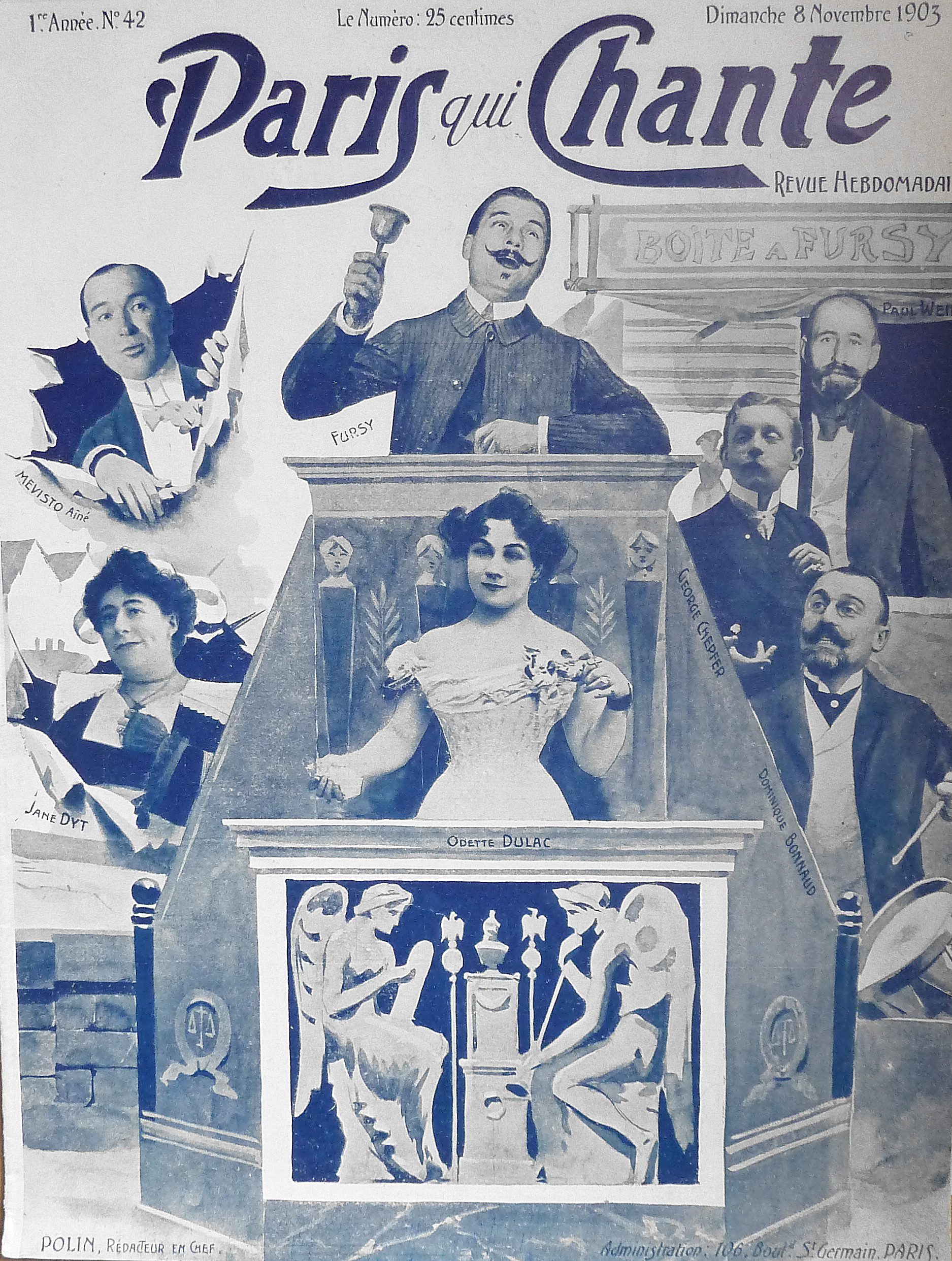
De gauche à droite : Mévisto Ainé, Henri Fursy, Paul Weil, Jane Dyt, Odette Dulac, George Chepfer, Dominique Bonnaud en 1903.

Parallèlement à sa carrière d'artiste lyrique, elle entame une carrière de diseuse et de chansonnière dans les cabarets de la butte Montmartre. En 1897, elle chante à la Boite à Musique, Les chansons de la chanoinesse, répertoire à sous-entendus grivois qu'elle interprète en suggérant avec intelligence et finesse les allusions osées. Elle se produit ensuite au théâtre des Capucines où elle interprète chansons et monologues et joue dans Paris complote, spectacle qui remporte un franc succès. Au tournant du siècle, inspirée par les chanteuses Judic et Thereza et lasse de dépendre du bon vouloir de poètes de Montmartre, elle commence à écrire les textes de ses chansons.
Elle se produit ensuite au second Chat Noir puis au Tréteau de Tabarin. En 1899, elle devient la vedette du cabaret la Boite à Fursy créée par Henri Dreyfus dit Fursy, (ancien secrétaire général du tréteau de Tabarin). Au sein d’une troupe de chansonniers, composée de Fursy, Dominique Bonnaud, Paul Delmet, Hyspa, Georges Chepfer et Mévisto Ainé, elle enchaine chansons, revues, pièces satiriques et humoristiques de 1899 à 1904.
Pendant les fermetures annuelles de la Boite à Fursy, elle effectue des tournées à Bruxelles, Genève, Marseille, Nice, Monte-Carlo et Rome. En 1902, elle monte sur la scène de l'Empire Theatre à Londres. Précédée par sa réputation, elle doit soumettre son répertoire à la censure. Le public londonien, émoustillé, se presse alors en masse à ses représentations. Elle remporte un très gros succès avec la chanson The Honeysuckle and the Bee (le Chèvrefeuille et l'Abeille) qu'elle rajoute à son répertoire et qu’elle chante en anglais,.
À la fin de la saison 1904, après un désaccord avec son directeur Fursy, elle quitte la Boite. Elle met ainsi un terme à sa carrière de chansonnière de la butte Montmartre. Par la suite, elle apparait de manière régulière dans des concerts privés, des conférences et des fêtes de bienfaisance jusqu’à la fin des années 1910, puis de manière occasionnelle dans les années 1920.

### La sculpture et la femme de lettres

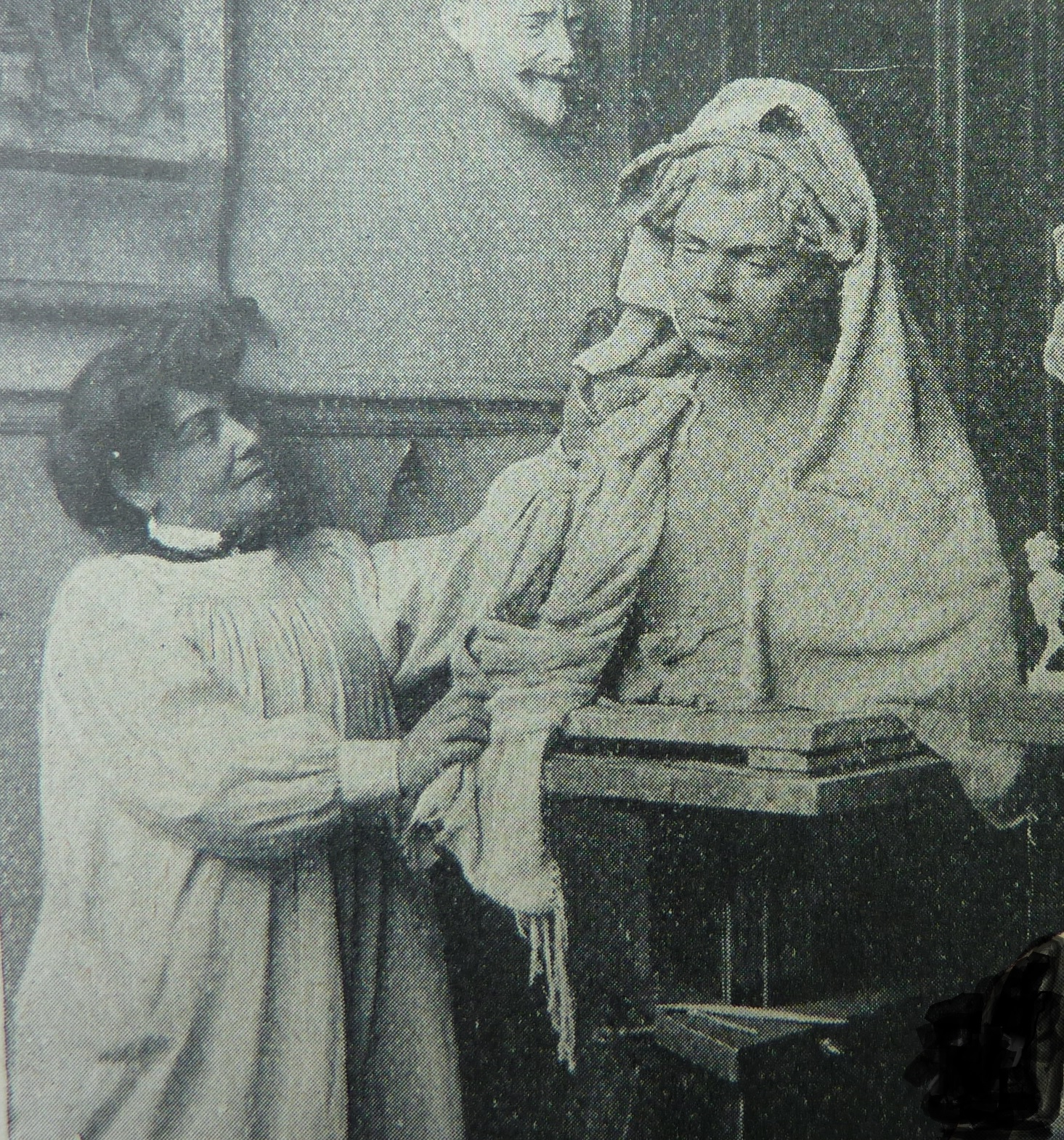
Odette Dulac dans son atelier, vers 1909.

Sculptrice autodidacte, adepte de la statuaire en cire, elle modèle à partir de 1906, bustes, statuettes, figurines et masques. Elle expose au Salon d'automne de 1906, puis recommandée par Rodin au Grand Palais lors du Salon de la Société nationale des beaux-arts de 1908. Elle modèle plusieurs caricatures de célébrités de l’époque comme Jean Galipaux, Guy, Germaine Gallois ou Louise Balty, qu'elle présente aux Salons des humoristes. Elle montre quelques-unes de ses réalisations à l’Exposition de Poil et de Plume de 1909.
Alternant le stylo et l’ébauchoir, elle publie en 1908 son premier roman Le Droit au plaisir, dans lequel elle explore le thème du désir féminin au travers des échanges épistolaires entre une artiste et une marquise, épouse insatisfaite. Elle s’inspire des thèses du naturaliste Jean-Henri Fabre. Elle effectue un parallèle entre séduction amoureuse et méthode de prédation des insectes. Le séducteur impénitent de ce roman est d'ailleurs surnommé « l’abeille ».
Dans Le Silence des Femmes publié en 1910, elle dénonce l'hypocrisie sociale et religieuse de son époque face à ce qu'elle appelle la « polygamie occidentale » et elle encourage les femmes à parler par elles-mêmes. Dans La houille rouge, les enfants de la violence (1916), elle traite du sort des femmes durant la Grande Guerre et des enfants issus des viols perpétrés par les Allemands. Dans l'Enfer d'une étreinte (1922) elle aborde le thème de la syphilis. En 1926, elle co-écrit avec Charles Étienne un roman de mœurs, Les désexués.
À partir de 1917, elle écrit de manière régulière, chroniques, billets d'humeur, contes et nouvelles, qui sont publiés dans différents journaux. Adhérente à la Société des gens de lettres depuis 1914, elle en devient sociétaire en 1922, parrainée par Aristide Bruant.
Son décès passe plutôt inaperçu dans les journaux de l'époque; ceux qui en font mention reconnaissent ses succès de chanteuse mais tournent plus ou moins en dérision ses ambitions littéraires. Aujourd'hui encore, la plupart de ses romans ne sont trouvables qu'à la Bibliothèque nationale de France, mis à part La houille rouge, disponible en ligne.
Le sculpteur Paul-François Berthoud (1870-1939) réalise et expose son buste en 1932 au Salon de la Société nationale des Beaux-arts.

#### Le piano Rupert Carabin
Ce piano droit sculpté, en noyer et fer forgé, est présenté à l'Exposition Universelle de 1900 par la maison Herz, facteur de piano, et vaut à Rupert Carabin une médaille d'or. En 1901, il est présenté au Salon de la Société nationale des Beaux-Arts de Paris. Réalisé à l'origine pour le sociétaire de la Comédie Française, Alexandre Honoré Ernest Coquelin dit Coquelin cadet, qui ne peut pas le payer, c'est finalement Odette Dulac qui en fait l'acquisition en 1901.
En 1938, elle en fait don au Musée des arts décoratifs de Paris, qui le dépose à l'École Boulle en septembre 1938. Il disparaît pendant l'Occupation et réapparaît en 1981 à New York chez Sotheby's. La maison de vente aux enchères, constatant son origine, contacte aussitôt le Musée des Arts Décoratifs. Après de longues négociations, le piano est finalement restitué en 2012. Il est exposé depuis juin 2013 dans la section Art nouveau du Musée des arts décoratifs de Paris.

## Répertoire

### Chansons
- Jean-Baptiste Clément, Antoine Renard.
  - Le Temps des cerises.
- Georges Berr.
  - J'suis bête.
- Léon Xanrof.
  - Les P'tites bonnes d'hôtel.
- Lucien Boyer
  - Un brin de toilettes. Edouard Mathé.
  - La légende des grains de beauté. Archainbaud.
  - L'esquif fleuri. Émile Lassailly.
  - Une blague. Estaban Marti.
- Gustave Nadaud
  - La Garonne.
  - Pandore.
  - Le gendarme.
  - La Dernière Lorette.
- Paul Gavault.
  - La Première Faute.

### Cylindres Pathé Frères
- (no 919) Chimère.
- (no 921) Le vieux farceur.
- (no 922) Le temps des cerises.
- (no 923) Y a toujours la moitié du monde.
- (no 924) Auto et Berline.
- (no 925) Ma Grand'mère.
- (no 926) Jenny l'ouvrière.
- (no 927) Les différences.
- (no 928) J'suis bête.
- (no 931) Pandore.
- (no 933) Les p'tites bonnes d'hôtel.
- (no 934) Les divorcées.
- (no 936) Le Loup Garou.
- Phonographe Stentor : captation de la revue  Grains de bon sang  interprétée par Odette Dulac. Théâtre des Capucines. 2 mai 1899.

### Répertoire lyrique
- 1894 : Orphée aux enfers. Théâtre de la Gaité. Rôle : Eurydice.
- 1894 : Les Cloches de Corneville. Théâtre de la Gaité. Rôle: Serpolette[40].
- 1896 : Les Mousquetaires au couvent. Théâtre des Bouffes-Parisiens. Rôle : Louise[41].
- 1896 : Photis. Grand Théâtre de Genève. Rôle: Myrilla (travesti)[42].
- 1897 : Le Petit Duc. Théâtre des Bouffes-Parisiens. Rôle : La Duchesse de Parthenay.
- 1897 : Les P'tites Michu d'Albert Vanloo et Georges Duval, musique d'André Messager,   Théâtre des Bouffes-Parisiens. Rôle: Blanche Marie. 16 novembre 1897[43].
- 1898 : La Fauvette du Temple, opéra-comique en 3 actes de Eugène Humbert et Paul Burani, musique d'André Messager,  Théâtre des Folies-Dramatiques. Rôle: Thérèse. 21 avril 1898.
- 1899 :  Les P'tites Michu. Troupe du Théâtre des Bouffes Parisiens en tournée à Monte-Carlo. 7 mai 1899.

### Pièces et revues
- 1897 :  Les vers du nez , fantaisie-revue de Jules Oudot et Henry de Gorsse. Théâtre du Carillon. 14 octobre 1897.
- 1898 :  Le seul Bandit du village de Tristan Bernard. Théâtre des Capucines. 21 novembre 1898.
- 1898 :  Paris complote  de Eugène Lafargue et Jean Ropiquet. Théâtre des Capucines. 23 décembre 1898.
- 1899 :  Grains de bon sang de Eugène Lafargue et Jean Ropiquet. Théâtre des Capucines. 6 mars 1899.

#### Pièces et revues dans les cabarets montmartrois
- 1897 :  La Revue de Bob de Léon Michaud d’Humiac. La Boîte à Musique. 24 mars 1897.

#### La Boite à Fursy
- Revues
  - 1899 : Montmartre est mort !!? de Paul Gavault. 22 décembre 1899.
  - 1899  : Robinson n'a pas cru Zoé de Victor de Cottens et Robert de Chavray, musique de Fragson et de Louis Maurel. 22 décembre 1899.
  - 1900 : La Revue de la Boite de Paul Gavault et Georges Berr. 6 juin 1900.
  - 1900 :Gyp ! Gyp ! Hurrah de P.-L. Flers. 22 octobre 1900.
  - 1900 : Ohé! La Chanson d'Adrien Vely et Fursy.  18 décembre 1900.
  - 1901 : Vive la grève de Léon Nunès et Fursy. 11 avril 1901.
  - 1901 :  Folies-Bourbon. Novembre 1901.
  - 1901 :  La Boîte au lest  d'Eugène Lafargue et Gabriel Timmory. 26 novembre 1901.
  - 1902 :   Dodor sait se faire aimer de Fursy. 15 mars 1902.
  - 1902 :  C'est Crop fort!  de Fursy. 26 mai 1902.
  - 1902 :  On ferme  de Fursy. 27 septembre 1902.
  - 1903 :  Paris-Bluff  de Fursy et Jubin. 29 mars 1903.
  - 1903 :  Les Chercheurs de trésor  de Dominique Bonnaud. 10 novembre 1903.
  - 1903 :  Madame Phèdre  de Lucien Métivet. 26 novembre 1903.
  - 1904 :  Sortie de bal  de Dominique Bonnaud et Numa Blès. 15 mars 1904.
- Chansons
  - 1900 :  Les Demi-Cierges 
  - 1900 : La Fille à Maman
  - 1900 : Le Sentiment de la couleur
  - 1900 : Les Chauffeurs
  - 1900 : Les Souverains à l'Exposition
  - 1901 :  J'ai de la Pudeur 
  - 1901 :  L'Ami des Bêtes 
  - 1901 :  M'as tu lu ? 
  - 1901 :  Civilité puérile et honnête .
  - 1901 : Les conseils d'une femme honnête
  - 1901 :  La première faute 
  - 1901 :  Les Rideaux
  - 1901 :  Les Maigrelettes 
  - 1901 :  Les Femmes pratiques 
  - 1902 :  Il y a toujours la moitié du monde 
  - 1902 :  Billet de logement
  - 1902 :  Simple histoire
  - 1902 :  La Lavandière 
  - 1902 :  Sur la promenade 
  - 1902 :  Le Bon Dieu ironiste 
  - 1902 :  Les Adieux à M. Crozier 
  - 1903 :  Les divorcées
  - 1903 :  Les Sports 
  - 1903 :  La Vie c'est ça 
  - 1903 :  Mon Portrait 
  - 1903 :  Y a point de danger 
  - 1903 :  Les Joies du café-concert
  - 1903 :  Sur la promenade 
  - 1903 :  Ah quel effet !
  - 1903 :  Les Inquiétudes maternelles
  - 1903 :  Les Petites amies de la pension
  - 1903 :  Ah le Valse !
  - 1903 :  J'ne sais pas comment te dire ça 
  - 1903 :  La Litanie des pieds
  - 1904 :  Signalement

## Œuvres

### Romans
- Amour et sacrifice.
- Le Droit au Plaisir, Paris, Louis Theuveny, 1908.
- Le Silence des femmes, Paris, Maurice Bauche, 1910[44].
- La Houille rouge, Paris, Eugène Figuière, 1916    (Wikisource)
- Faut-il ?, Paris, Calmann-Lévy, 1919[45].
- L'Enfer d'une étreinte, Paris, Société mutuelle d'édition, 1922.
- Tel qui l'est, Paris, J. Snell & Cie, 1926[46].
- Les desexués, co-écrit avec Charles-Étienne, Paris, Éditions Curio, 1924.
- Leçons d'amour à l'usage des jeunes filles de France, Paris, Eugène Figuière, 1929.
- En regardant par-dessus mon épaule ou la vie d'une artiste, autobiographie éditée à compte d'auteur, 1929.

### Pièces de théâtre
- Le sandwich au biscuit[47].
- Devant Clémence.
- Le Fauteuil à roulettes.
- Pluie de printemps - un acte.
- Le Fétiche - un acte.
- Le Silence des femmes - 3 actes (pièce radiophonique)[48].
- Le termite - 3 actes.

### Chansons
- Le Photographe amateur.
- Le Français tel qu'on le parle.
- Leçon de tactique d'une femme du monde à un jeune officier des cuirassiers.
- Les Derniers Conseils.
- Le Bon Chansonnier.
- Féminisme.
- Les Chrysanthèmes.
- Conseils à une Femme honnête.
- La Vieille Marcheuse.
- Les Décorations.
- Chanson câline.

## Iconographie
- Odette Dulac photographiée par Jean Reutlinger (1891-1914), gallica.bnf :
- Odette Dulac photographiée par Nadar en 1894 dans les Cloches de Corneville, Ministère de la culture, médiathèque de l'Architecture et du Patrimoine